# Соловей (фильм, 1979)
«Соловей» — советский полнометражный цветной художественный фильм, поставленный на киностудии «Ленфильм» в 1979 году режиссёром Надеждой Кошеверовой.
Премьера фильма в СССР состоялась в июне 1980 года.

## Сюжет
По мотивам сказок Х. К. Андерсена «Соловей» и «Новое платье короля».
Однажды бедный молодой подмастерье Эван встречает в лесу волшебника и оказывает ему помощь. В благодарность волшебник оказывает Эвану «медвежью» услугу — помогает ему стать наследником престола вместо умершего короля, и юноша, выросший среди простых людей, совершенно неожиданно для себя оказывается в окружении придворных льстецов и подхалимов, в мире лицемерия и лжи, однако также есть у него подруга — его любовь.

## В ролях
- Светлана Смирнова — Мария
- Юрий Васильев — Эван, подмастерье ставший королем
- Александр Вокач — канцлер Краб
- Зиновий Гердт — советник Бомс
- Николай Трофимов — генерал-адмирал имперского флота
- Александр Демьяненко — Механикус
- Константин Адашевский — волшебник
- Сергей Филиппов — старший советник
- Николай Караченцов — Бруно Бартолетти, портной-мошенник
- Мария Барабанова — судомойная дама
- Александр Домашёв — придворный балетмейстер
- Евгений Тиличеев — придворный актёр
- Борис Аракелов — первый солдат
- Георгий Штиль — второй солдат
- Георгий Тейх — советник

## Съёмочная группа
- Автор сценария — Михаил Вольпин
- Режиссёр-постановщик — Надежда Кошеверова
- Оператор-постановщик — Эдуард Розовский
- Художники-постановщики — Марина Азизян, Владимир Костин
- Композитор — Моисей Вайнберг